# Lycée André-Maurois (Deauville)
Pour les articles homonymes, voir Lycée André-Maurois.
Le lycée André-Maurois est un lycée français à Deauville, en Normandie. Il porte le nom d’André Maurois, écrivain français (1885-1967).

## Histoire
La Seconde Guerre mondiale ayant forcé le lycée Malherbe à chercher refuge dans un hôtel à Deauville, la nouvelle école s’est installée dans l’hôtel de la Terrasse.
Restée ouverte à la fin de la guerre, cette annexe est devenue autonome en 1963. 1970 a vu le début de la construction, sur la plage devant l’hôtel, d’un nouveau bâtiment regroupant le collège et le lycée. Au milieu des années 1990, l’augmentation du nombre d’élèves a entraîné la construction d’un prolongement de l’aile nord du collège inaugurée en septembre 2004.

## Classement du Lycée
En 2015, le lycée se classe  23e sur 31 au niveau départemental quant à la qualité d'enseignement, et 1791e au niveau national. Le classement s'établit sur trois critères : le taux de réussite au bac, la proportion d'élèves de première qui obtient le baccalauréat en ayant fait les deux dernières années de leur scolarité dans l'établissement, et la valeur ajoutée (calculée à partir de l'origine sociale des élèves, de leur âge et de leurs résultats au diplôme national du brevet).

## Effectifs
L’établissement compte actuellement 1 100 élèves (620 lycéens et 500 collégiens) originaires de Deauville, Trouville-sur-Mer, Pont-l’Évêque, Dozulé et Dives-Cabourg-Houlgate.
Le lycée prépare aux baccalauréats L, ES et S, et prépare également au BTS section tourisme, qui dispose d’une excellente réputation grâce à ses contacts dans l’industrie touristique.

### Équipement
Le lycée André-Maurois est équipé pour toutes les activités secondaires standard de lycée ; sciences, lecture, Internet et sports.
Le gymnase est situé au nord-ouest du bâtiment de science équipé pour la biologie et la chimie.